# إشقيل بلغاري
إشقيل بلغاري (الاسم العلمي:Scilla bulgarica) هو نوع نباتي يتبع جنس الإشقيل من فصيلة الهليونية.